# Playa de Valdevaqueros
La playa de Valdevaqueros es una playa situada en el término municipal de Tarifa, en la comarca del Campo de Gibraltar (provincia de Cádiz, Andalucía, España).

## Descripción

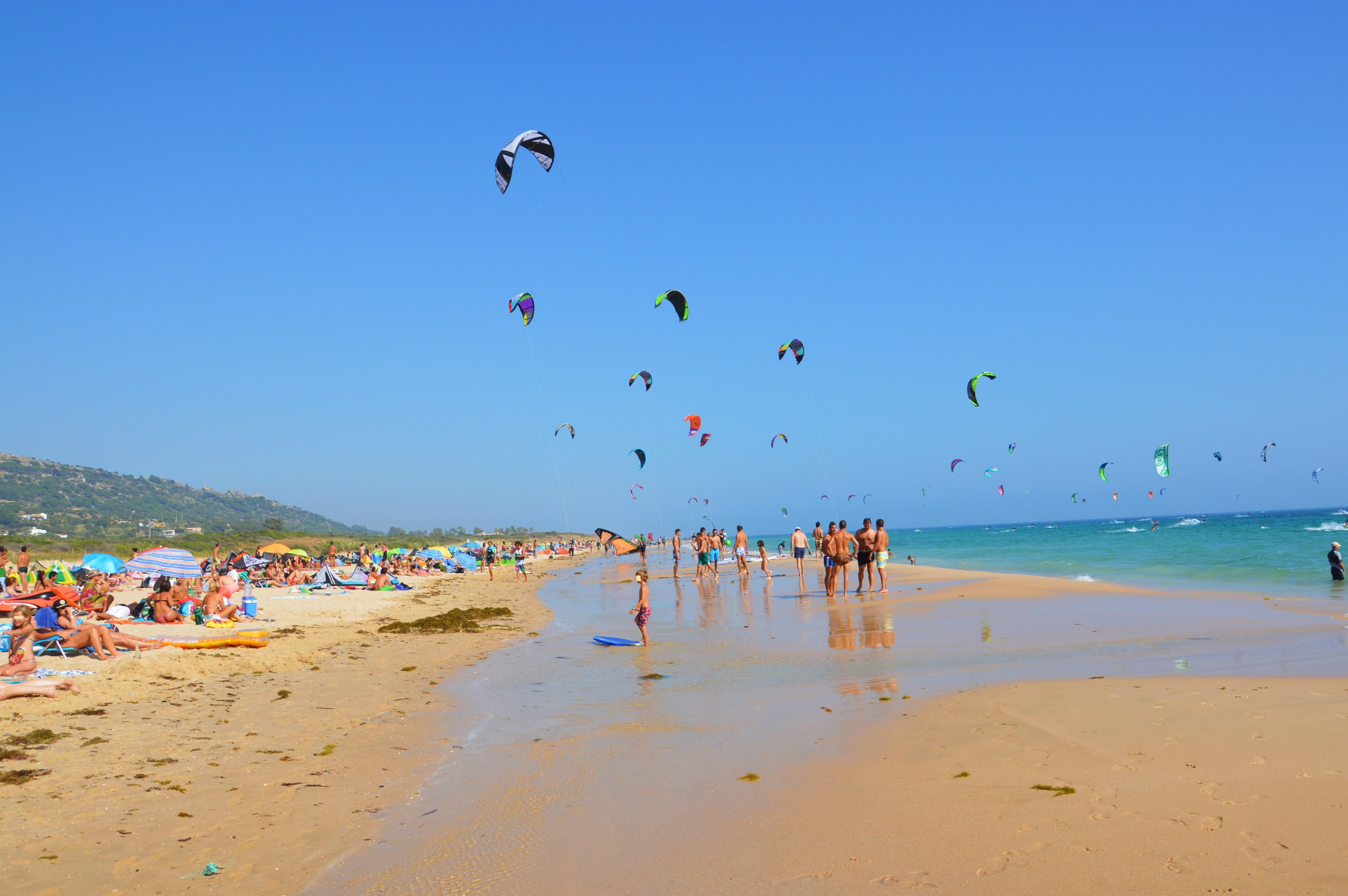
Playa.

Con una longitud de 4050 metros entre punta Paloma y la punta de La Peña y una anchura media de 120 metros, es una playa poco urbanizada alejada de grandes núcleos de población. En la zona oeste de la playa se encuentra la desembocadura del río del Valle que forma un amplio estuario que recorre toda la playa a escasos metros del mar hasta desembocar varios cientos de metros al este.

## Duna
La zona más occidental de la playa está ocupada por una extensa duna formada durante los años 1940 por la acción de las autoridades militares estacionadas en sus proximidades. Los intentos de evitar los movimientos de arenas que amenazaban con sepultar las instalaciones militares hicieron que se formara una gran duna que más tarde sería fijada mediante una repoblación de pinos. La duna activa se encuentra aún en formación y no existen especies vegetales colonizadoras. La zona fijada, sin embargo, posee una comunidad vegetal similar a la de otros sistemas dunares de la zona con especies de sotobosque como sabinas o lentiscos.
Sin embargo, actualmente las crecidas de la duna están provocando el aislamiento del asentamiento de Paloma Baja

## Amenaza de plan urbanístico
El Ayuntamiento de Tarifa (PP) propuso urbanizar el paraje de Valdevaqueros, uno de los últimos rincones vírgenes que quedan en la costa gaditana. Inicialmente, la Junta de Andalucía (PSOE) paralizó el plan. Pero en 2019, el nuevo Gobierno de la Junta de Andalucía (PP) parece activarlo de nuevo, lo que provoca una vuelta de la plataforma por salvar la playa en 2020. Finalmente, el 4 de junio de 2020, el Tribunal Supremo dictó sentencia prohibiendo la construcción en ese lugar.

## Kitesurfing
Playa de Valdevaqueros es mundialmente conocido como el mejor destino de wind y kitesurfing de Europa y cuenta con varios chiringuitos y escuelas de wind, kite y stand up paddle surf.